# アイコンパズル タッピンゴ
『アイコンパズル タッピンゴ』（原題: Tappingo）は、オランダのインディーゲームスタジオGoodbye Galaxy Gamesが開発したニンテンドー3DS用パズルゲーム。
本稿では、続編の『Tappingo 2』についても記述する。

## 概要
格子状のフィールドに点在する様々な色のブロックから帯を伸ばして空間を埋めていきイラストの完成を目指す問題が収録されている。各ブロックには帯の長さを指定する数字が振られており、問題をクリアするためには全てのブロックで数値条件を満たす必要がある。なお、欧米版と日本版では一部の問題が異なる。
2013年7月11日に、本作の作者Hugo Smitsのブログなどで本作の情報が初公開された。この初報ではタイトルロゴが製品版と異なるほか、製品版には登場しないキャラクターがロゴとともに描かれている。
欧米では、問題を一新した続編『Tappingo 2』が発売された。このうちアメリカ版では、Goodbye Galaxy Games製ソフトで初めてGoodbye Galaxy Games自身が発売元となった。基本ルールは前作と同様だが、フィールドが広くマスが細かい問題での拡大表示機能や伸ばした帯を元に戻す際の誤操作防止機能の追加、各マスを縁取りして視認性を高める改良などが行われている。

## システム
前述のように、各問題のフィールドは格子状に区切られブロックが点在している。数字入りブロックからはブロックと同色の帯を伸ばすことができる。数字は絵の完成に必要な帯の長さ（マス数）を示している。
数字入りのブロックを選択し上下左右いずれかの方向を指定すると、その方向に帯が一直線上に伸びる。この帯は、他のブロックや他の帯にぶつかるか、画面端に到達するまで伸び続ける。また、伸ばした帯を元に戻すこともできるが、この際、戻した帯によって止められていた別の帯は再び伸び始める。
帯の長さがブロック表面の数字と等しくなると、ブロックには「OK!」（または「OK」）の文字が表示される。全てのブロックが「OK!」表示になった際に問題のクリアとなる。
なお、複数解が存在する問題が多く、解法によっては、完成時の絵が開発者想定の絵と異なるものになる場合もある。